# Мишима
Мишима (јап. 三島市) град је у Јапану у префектури Шизуока. Према попису становништва из 2005. у граду је живело 112.241 становника.

## Становништво
Према подацима са пописа, у граду је 2005. године живело 112.241 становника.
| 1995.   | 2000.   | 2005.   |
| ------- | ------- | ------- |
| 107.890 | 110.519 | 112.241 |